# Asedio de Kazán
El asedio de Kazán de 1552 fue la batalla final de las guerras ruso-kazanesas y el fin del Kanato de Kazán. Aun así, la lucha continuó después de la caída de Kazán, con rebeliones en Çalım y Mişätamaq y pretendientes al kanato invitados en la corte Nogái. La guerrilla persistió hasta 1556.

## El asedio
Las fuerzas rusas incluían streltsís y caballería feudal de Moscú y Qasim, así como artillería y zapadores rusos y extranjeros. Se enfrentaban a la guarnición tártara de Kazán, 10,000 jinetes nogai dirigidos por el kan de Kazán, Yadegar Mokhammad, originario de la horda nogái. Contaban asimismo con el apoyo de caballería feudal irregular cheremisa y kazanesa, con bases en los bosques al norte y este de Kazán, respectivamente, y el baluarte de Archa como su base. Frente a ellos los rusos tenían una fortaleza en el Volga, Ivángorod (posteriormente llamada Sviyazhsk), algunas millas antes de Kazán. El ingeniero militar ruso Iván Výrodkov había construido esta fortaleza de madera en 1551 cuando un tratado dio la ribera derecha del río (Taw yağı) a Rusia. Cuando se reanudaron las hostilidades con el kanato, Ivángorod fue la base avanzada del ejército moscovita.
Antes del asedio, Iván IV animó a su ejército con ejemplos de las batallas de la reina georgiana Tamar, describiéndola como "la Reina más sensata de Iberia, dotada con la inteligencia y valor de un hombre".
El ejército moscovita de Iván el Terrible sumaba 150.000 soldados cuando llegó ante los muros de Kazán el 22 de agosto de 1552 (en calendario juliano). Los cañones rusos comenzaron a batir las murallas kazanesas el 29 agosto. Durante el periodo del 30 de agosto al 6 de septiembre Aleksandr Gorbaty-Shuiski derrotó a la caballería yapancha y ar y arrasó Archa. En paralelo, Andréi Kurbski derrotó a los cheremises. Los zapadores rusos mientras cortaron el suministro de agua de la ciudad.
Iván Výrodkov construyó para el sitio una torre de asedio de madera de doce metros de altura armada con cañones (también llamada en las crónicas "batería-torre" para distinguirla de otros ingenios de asedio sin pólvora). Este diseño revolucionario portaba diez cañones de gran calibre y 50 cañones ligeros, permitiendo concentrar la artillería sobre una sección de la ciudad y jugando una función crucial contra los tártaros. Aun así, la escasa artillería kazanesa debió ser neutralizada antes de poder emplear la torre pues hubiera sido para cualquier artillería enemiga.
El 2 de octubre un grupo de zapadores (según las crónicas dirigidos por el inglés Butler, llamado Rozmysl en crónicas rusas) llegó cerca de las puertas de Nogay y Atalıq.[¿quién?] Los soldados rusos entraron en la ciudad, recibiendo la oposición de civiles y militares kazaneses. Después de ser sobrepasados, los kazaneses supervivientes se encerraron en la ciudadela. Tras la captura del kan Yadegar Moxammad y del líder nogai Zaynash, los defensores de la ciudadela intentaron huir a los bosques del norte, siendo finalmente derrotados.
La victoria rusa supuso la liberación de un nutrido grupo de prisioneros de guerra rusos que se encontraban cautivos en Kazán y una masacre de tártaros kazaneses, así como la destrucción de casi todos los edificios tártaros y las mezquitas de Kazán.

## El asedio en las artes
Mijaíl Jeráskov narró la captura de Kazan en su poema épico, la Rossiada (1771-1779).

## Galería de imágenes

Qolsharif y su alumnos defienden su madraza y mezquita.
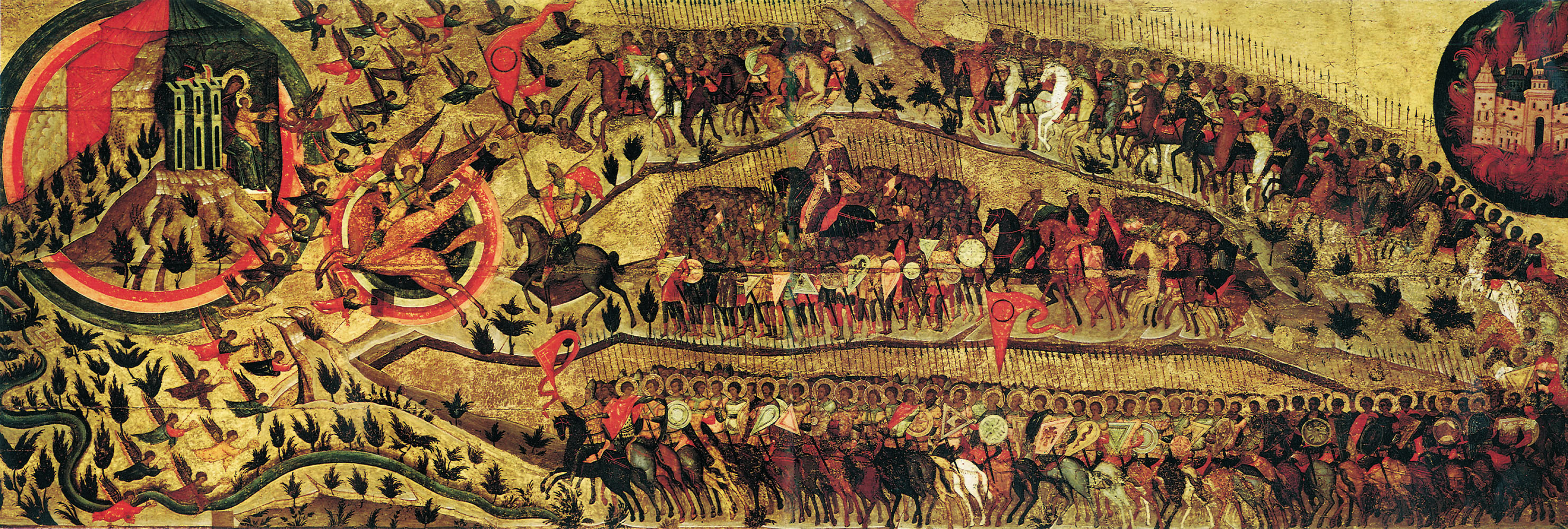
Bendita Sea la Hueste del Zar Celestial (también llamada Iglesia Militante). Icono ruso, ca. 1550 - 1560, tradicionalmente percibido como una representación alegórica de la caída de Kazan.